# Oulton Park

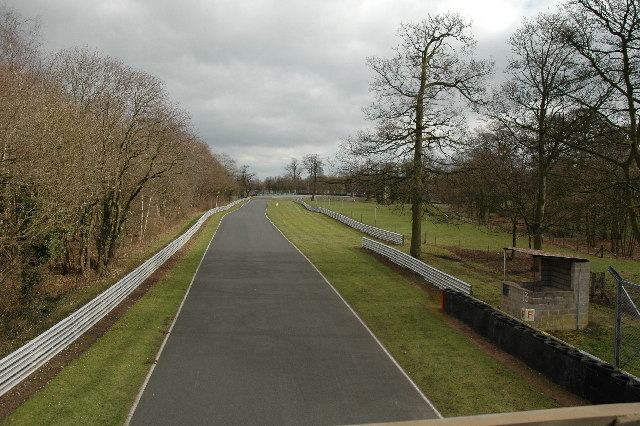
Oulton Park

Oulton Park is een autoracecircuit in Little Budworth, Cheshire, Noordwest-Engeland. Het circuit ligt op het terrein van Oulton Hall, waar generaal Patton commando's trainde voor D-day. Eigenaar van het circuit is MotorSport Vision.

## Geschiedenis
Het circuit werd ontworpen door de Mid-Cheshire Car Club; er kwamen in de jaren 50 ongeveer 40.000 mensen naar een race kijken. De International Gold Cup werd in de jaren 50 en 60 gehouden op dit circuit als onderdeel van de Formule 1 (niet meetellend voor het wereldkampioenschap). Tegenwoordig zijn het British Touring Car Championship, het British F3/British GT Championship en het British Superbike Championship de hoogtepunten van het jaar.

## Circuit
Het terrein bestaat uit drie circuits:
- International Circuit, 4,307 km, 8 bochten
- Island Circuit, 3,616 km, 7 bochten
- Fosters Circuit, 2,656 km, 6 bochten